# آندریاس هینکل
آندریاس هینکل (به آلمانی: Andreas Hinkel) بازیکن فوتبال و مدافع اهل آلمان است که از سال ۲۰۰۳ میلادی عضو تیم ملی فوتبال آلمان بوده‌است. وی در ۲۱ بازی ملی حضور داشته است و آخرین بازی ملی خود را در سال ۲۰۰۹ میلادی انجام داد. آندریاس هینکل در بازی‌های ملی‌اش گلی به ثمر نرساند.